# Yoshi's Crafted World
Yoshi's Crafted World is een platformspel dat is ontwikkeld door Good-Feel en uitgegeven door Nintendo voor de Switch. Het spel is uitgebracht op 29 maart 2019 en is het vervolg op Yoshi's Woolly World.

## Gameplay
Het spel is een zijwaarts scrollend platformspel waarin het hoofdpersonage Yoshi vijanden moet verslaan door ze op te eten of ze van het level af te gooien. Het spel bevat ook een multiplayer-gedeelte voor twee spelers, waarbij elke speler met zijn eigen Yoshi speelt.

## Ontvangst
Yoshi's Crafted World werd positief ontvangen in recensies. Op aggregatiewebsite Metacritic heeft het spel een score van 80/100.